# Guadalupe, La Grandeza
Guadalupe är en ort i Mexiko.   Den ligger i kommunen La Grandeza och delstaten Chiapas, i den sydöstra delen av landet, 900 km sydost om huvudstaden Mexico City. Guadalupe ligger 2 355 meter över havet och antalet invånare är 221.
Terrängen runt Guadalupe är bergig norrut, men söderut är den kuperad. Runt Guadalupe är det ganska tätbefolkat, med 96 invånare per kvadratkilometer. Närmaste större samhälle är Motozintla de Mendoza, 19,5 km söder om Guadalupe. I omgivningarna runt Guadalupe växer huvudsakligen savannskog.